# Theodor Körner (tổng thống Áo)
Theodor Körner, Edler von Siegringen (phát âm tiếng Đức: [ˈteːoˌdoːɐ̯ ˈkœʁnɐ] ⓘ; 23 tháng 4 năm 1873 – 4 tháng 1 năm 1957) là Tổng thống thứ năm của Áo, từ năm 1951 đến năm 1957.